# Gama lutea
Gama lutea är en skalbaggsart som beskrevs av Moser 1924. Gama lutea ingår i släktet Gama och familjen Melolonthidae. Inga underarter finns listade i Catalogue of Life.